# Пуно (регион)
Вижте пояснителната страница за други значения на Пуно.
Пу̀но (на испански: Puno) е един от 25-те региона на южноамериканската държава Перу. Разположен е в югоизточната част на страната. Пуно е с площ от 66 997 км². Регионът има население 1 172 697 от жители (по преброяване от октомври 2017 г.).

## Провинции
Пуно е разделен на 13 провинции, които са съставени от 108 района. Някои от провинциите са:
1. Пуно
2. Сан Роман